# منطقه اقتصادی شش کشور بالکان
منطقه اقتصادی شش کشور بالکان توسط بانک اروپایی بازسازی و توسعه (EBRD) ایجاد می‌شود.
پیر هیلبورن معاون بانک مزبور این موضوع را روز ۵ ژوئیه ۲۰۱۷ در بلگراد اعلام کرد. او گفت کشورهای آلبانی، بوسنی، کوزوو، مقدونیه، مونتی نگرو و صربستان که همگی امیدوارند به اتحادیه اروپا بپیوندند در نشستی در شهر تریسته ایتالیا با مقامات اتحادیه اروپا و موسسات مالی یک هفته بعد شروع این پروژه را آغاز خواهند کرد.

## هدف
هدف ایجاد یک بازار واحد با جمعیت ۲۰ میلیونی با پشتیبانی بانک اروپائی بانک اروپایی بازسازی و توسعه می‌باشد، این بانک تا کنون ۱۰میلیارد یورو برابر با ۱۱میلیارد دلار در این منطقه سرمایه‌گذاری کرده‌است.

## بانک اروپایی بازسازی و توسعه (EBRD)
بانک اروپایی برای سازندگی و توسعه در سال ۱۹۹۱ هنگامی که کمونیسم در اروپا فرو ریخت، برای حمایت از دموکراسی و تغذیه بخش خصوصی کشورهای بیرون از سلطه شوروی تأسیس شد. این بانک امروزه برای ساخت بازارهای اقتصادی از اروپای مرکزی تا آسیا و جنوب و جنوب شرقی مدیترانه کمک می‌کند و پروژه‌های مالی بانک‌ها، صنایع و تجارت را تهیه می‌کند.

## شش کشور بالکان

### مقدونیه شمالی
مقدونیه شمالی در جنوب شرقی اروپا و شمال یونان قرار دارد. این کشور از شمال با صربستان، از غرب با آلبانی، از جنوب با یونان و از شرق با بلغارستان همسایه است. این کشور در سال ۱۹۹۱ از یوگسلاوی پیشین مستقل گردید و پس از استقلال نام مقدونیه را برای خود برگزید. پایتخت مقدونیه شمالی شهر اسکوپیه است.مقدونیه شمالی طی توافقی با یونان نام خود را به مقدونیه شمالی تغییر داد. 

### بوسنی و هرزگوین
بوسنی و هرزگوین از دیگر کشورهای حوزه بالکان است که در جنوب شرقی اروپا قرار دارد این کشور در غرب و شمال غرب با کرواسی، در شرق با صربستان و در جنوب شرقی با مونته‌نگرو همسایه است. پایتخت آن سارایوو است.

### مونته‌نگرو
مونته‌نگرو در جنوب خاوری اروپا و در کرانه دریای آدریاتیک قرار دارد که کشور کرواسی در غرب آن، بوسنی و هرزگوین در شمال غرب و صربستان در شمال شرق آن قرار گرفته‌است. کوزوو نیز در شرق و آلبانی در جنوب شرقی مونته‌نگرو قرار دارند. پایتخت و بزرگ‌ترین شهر مونته‌نگرو پودگوریتسا است. این کشور بعد از رفراندم ۲۱ مه ۲۰۰۶ در روز ۳ ژوئن همان سال از فدراسیون صربستان و مونته‌نگرو جدا و اعلام استقلال کرد.

### صربستان
جمهوری صربستان، دیگر کشور بالکان در جنوب شرقی اروپاست که تا سال ۲۰۰۶ کشور صربستان و مونته‌نگرو خوانده می‌شد. این کشور از شمال با مجارستان، از شرق با رومانی و بلغارستان، از غرب با مونته‌نگرو، کرواسی و بوسنی و هرزگوین و از جنوب با آلبانی و مقدونیه همسایه است. محاط در خشکی در مرکز جنوب خاوری اروپا قرار دارد. مرکز آن بلگراد است.

### آلبانی
آلبانی یکی از کشورهای بالکان است. این کشور در نیمکره شمالی و نیمکره شرقی در جنوب قاره اروپا در سواحل شرقی دریای آدریاتیک و تنگه اوترانتو واقع شده‌است. از جنوب و شمال غربی به مقدونیه، از شمال شرقی به کوزوو و منطقه‌ای از صربستان و از جنوب شرقی و جنوب به یونان متصل است. ساحل آلبانی در تنگه اوترانتو با ساحل ایتالیا ۷۲ کیلومتر فاصله دارد. پایتخت این کشور تیرانا است.

### جمهوری کوزوو
جمهوری کوزوو یکی دیگر از کشورهای شبه جزیره بالکان است که در سال ۲۰۰۸ از صربستان جدا شد و اعلام استقلال کرد. این کشور واقع در جنوب شرق اروپا است که در جنوب صربستان، شمال آلبانی و مقدونیه و شرق مونته‌نگرو قرار دارد پایتخت آن شهر پریشتینا است.